# Schweizer Fussballnationalmannschaft der Frauen/Europameisterschaften
Der Artikel beinhaltet eine ausführliche Darstellung der Schweizer Fussballnationalmannschaft der Frauen bei Europameisterschaften und den Qualifikationen dazu. Die Schweiz nahm an allen Qualifikation teil, spielte aber zeitweise in der B-Kategorie, so dass keine direkte Möglichkeit bestand sich zu qualifizieren. Fünfmal scheiterten die Schweizerinnen in der Qualifikation am späteren Europameister. Sie konnten sich dann erstmals im September 2016 für die 2017 stattgefundene Endrunde qualifizieren. Bestes Ergebnis ist das Erreichen des Viertelfinales bei der Heim-EM 2025.

## Übersicht
| Jahr | Gastgeberland     | Teilnahme bis...   | Gegner                              | Ergebnis | Trainer                  | Bemerkungen und Besonderheiten |
| ---- | ----------------- | ------------------ | ----------------------------------- | -------- | ------------------------ | --- |
| 1984 | keine Endrunde    | nicht qualifiziert |                                     |          |                          | In der Qualifikation an Italien gescheitert.                                                                                                 |
| 1987 | Norwegen          | nicht qualifiziert |                                     |          |                          | In der Qualifikation wieder an Italien gescheitert.                                                                                          |
| 1989 | Deutschland       | nicht qualifiziert |                                     |          |                          | In der Qualifikation am späteren Europameister Deutschland gescheitert.                                                                      |
| 1991 | Dänemark          | nicht qualifiziert |                                     |          |                          | In der Qualifikation am späteren Gastgeber Dänemark gescheitert.                                                                             |
| 1993 | Italien           | nicht qualifiziert |                                     |          |                          | In der Qualifikation am späteren Europameister Norwegen gescheitert.                                                                         |
| 1995 | keine Endrunde    | nicht qualifiziert |                                     |          |                          | In der Qualifikation am späteren Europameister Deutschland gescheitert.                                                                      |
| 1997 | Norwegen/Schweden | nicht qualifiziert |                                     |          |                          | Als Teilnehmer der B-Kategorie keine Möglichkeit sich zu qualifizieren, aber Aufstieg in die A-Kategorie für die WM-Qualifikation geschafft. |
| 2001 | Deutschland       | nicht qualifiziert |                                     |          |                          | In der Qualifikation als Gruppenletzter an Norwegen gescheitert.                                                                             |
| 2005 | England           | nicht qualifiziert |                                     |          |                          | In der Qualifikation als Gruppenvorletzter an Schweden gescheitert.                                                                          |
| 2009 | Finnland          | nicht qualifiziert |                                     |          |                          | In der Qualifikation als Gruppendritter an Titelverteidiger Deutschland und der Niederlande gescheitert.                                     |
| 2013 | Schweden          | nicht qualifiziert |                                     |          |                          | In der Qualifikation als Gruppenvierter an Titelverteidiger Deutschland und Spanien gescheitert.                                             |
| 2017 | Niederlande       | Vorrunde           | Österreich, Island, Frankreich      |          | Martina Voss-Tecklenburg | Gegner in der Qualifikation waren Italien, Tschechien, Nordirland und Georgien.                                                              |
| 2022 | England           | Vorrunde           | Niederlande, Portugal und Schweden. |          | Nils Nielsen             | Qualifiziert über die Play-offs der Gruppenzweiten.                                                                                          |
| 2025 | Schweiz           | Viertelfinale      | Spanien                             |          | Pia Sundhage             | Als Gastgeber automatisch qualifiziert |

## Die Turniere

### EM 1984
Für die erste Europameisterschaft hatten nur 16 Mannschaften gemeldet und die Einteilung der Qualifikationsgruppen erfolgte nach geographischen Gesichtspunkten. Die seit 1979 von Bruno Streit trainierte Schweizer Mannschaft traf daher in der Qualifikation auf die Nachbarn Italien und Frankreich und hatte nur nach Portugal eine etwas weitere Anreise. Die Schweizerinnen gewannen in ihrem ersten Pflichtspiel mit 2:0 gegen Portugal. In den restlichen fünf Spielen reichte es aber nur noch zu drei Remis. Die Spiele gegen Gruppensieger Italien wurden beide mit 0:2 verloren. Damit waren sie als Gruppendritte nicht für das Viertelfinale qualifiziert.

### EM 1987
In der Qualifikation für die zweite EM-Endrunde trafen die Schweizerinnen wieder auf Italien sowie Spanien und erstmals Ungarn. Die Schweizerinnen starteten mit einem 2:0-Sieg in Spanien, konnten dann aber nur noch in Ungarn einen Punkt gewinnen und verloren die restlichen vier Spiele. Am Ende wurden sie dann Gruppenletzte und die Amtszeit von Bruno Streit als Nationaltrainer endete mit dem letzten Spiel. Den Posten übernahm Gerry Schmidlir.

### EM 1989
Diesmal trafen die Schweizerinnen auf Deutschland sowie wieder Italien und Ungarn. Die Schweizerinnen konnten nur gegen Ungarn gewinnen und in Deutschland ein torloses Remis erreichen, verloren aber die restlichen Spiele deutlich, so dass sie von allen Teilnehmern die meisten Gegentore kassierten und wieder Gruppenletzte wurden und mit dem letzten Spiel endete die Amtszeit von Gerry Schmidlir als Nationaltrainer. Gruppensieger Deutschland durfte später die Endrunde ausrichten und gewann erstmals den Titel.

### EM 1991
In der Qualifikation trafen die Schweizerinnen zum vierten Mal auf Italien und auch wieder auf Spanien sowie erstmals Dänemark. Die Schweizerinnen gingen in die Qualifikation unter dem neuen Nationaltrainer Hansruedi Wagner. Nach drei Niederlagen und einem torlosen Remis in Spanien wurde zwar das Heimspiel gegen Spanien gewonnen, danach folgte aber noch ein 0:4 in Dänemark. Immerhin wurden sie diesmal Gruppendritte. Gruppensieger Dänemark durfte dann später die Endrunde ausrichten, konnte den Heimvorteil aber nicht nutzen.

### EM 1993 in Italien
An der Qualifikation für die fünfte EM nahmen schon 23 Mannschaften teil, darunter auch wieder die Schweiz. Um sich für das Viertelfinale zu qualifizieren, musste die Schweiz in der Gruppenphase gegen Norwegen und Belgien spielen. Die Schweiz begann mit einer 0:10-Heimniederlage gegen Norwegen und einem torlosen Remis in Belgien, verlor danach aber das Heimspiel gegen die Belgierinnen mit 0:1. Danach übernahm Alex Gebhart den Posten des Nationaltrainers, bei seinem ersten Spiel wurde aber mit 0:6 in Norwegen verloren. Damit wurde die Schweiz ohne eigenes Tor und mit den meisten Gegentoren aller Teilnehmer Gruppenletzter. Gruppensieger Norwegen konnte dann bei der Endrunde in Italien den Titel gewinnen.

### EM 1995
Bereits 1993 begann mit 29 Mannschaften die Qualifikation für die nächste Europameisterschaft, die wieder und letztmals ohne Endrunde ausgetragen wurde. Die Schweiz traf wieder auf Deutschland sowie erstmals auf Kroatien und Wales, gegen das die einzigen Siege gelangen. Hinzu kam noch ein 1:1 in Kroatien. Die anderen Spiele wurden verloren, darunter mit einem 0:11 gegen Deutschland die höchste Niederlage der Schweizer Länderspielgeschichte. Immerhin gab es diesmal drei Mannschaften, die noch mehr Gegentore kassierten. Gruppensieger Deutschland wurde dann erneut Europameister.

### EM 1997 in Norwegen
Im Herbst 1995 begann die Qualifikation für die nächste EM-Endrunde für die nun schon 34 Mannschaften gemeldet hatten und die erstmals mit acht Mannschaften ausgetragen wurde. Auf Grund der unterschiedlichen Spielstärke der gemeldeten Mannschaften wurde die Qualifikation in zwei Kategorien eingeteilt. Die 16 stärksten Mannschaften, zu denen die Schweiz nicht gehörte, spielten um die direkte Qualifikation, die 18 schwächeren Mannschaften um die Möglichkeit bei der nächsten Qualifikation in der höheren Kategorie zu spielen. Die Schweiz traf auf die Bundesrepublik Jugoslawien, gegen die letztmals gespielt wurde, Österreich und erstmals Griechenland. Am Ende hatten die Schweiz, Jugoslawien und Österreich je drei Spiele gewonnen, einmal remis gespielt und zweimal verloren, womit sie punktgleich waren. Da die Schweizerinnen aber die bessere Tordifferenz hatten, waren sie für die Relegation um den Aufstieg in die A-Kategorie qualifiziert. Hier setzten sie sich mit 3:2 und 2:0 gegen Kroatien durch. Damit durften sie in der Qualifikation für die WM 1999 in der A-Kategorie spielen. Dort belegten sie zwar unter dem neuen Nationaltrainer Simon Steiner in der Gruppenphase den letzten Platz, sicherten sich dann aber durch zwei Siege in den Relegationsspielen gegen Polen den Platz in der A-Kategorie.

### EM 2001 in Deutschland
In der Qualifikation für die EM 2001 spielten die Schweizerinnen in der Kategorie A und hatten damit wieder die Chance sich für die Endrunde zu qualifizieren. Sie konnten sich aber gegen Norwegen, England und Portugal nicht durchsetzen und wurden als einzige Mannschaft mit nur einem Tor Gruppenletzte. Sie mussten damit in die Relegationsspiele um den Verbleib in der A-Kategorie für die Qualifikation zur Fußball-Weltmeisterschaft der Frauen 2003. Hier trafen sie auf Belgien. Kurz vor den Relegationsspielen übernahm Jost Leuzinger den Posten des Nationaltrainers. Nach einem 1:1 im Auswärtsspiel und einem 0:0 in Heimspiel hatten sie sich den Platz in der A-Kategorie aufgrund der Auswärtstorregel gesichert.

### EM 2005 in England
Für die EM 2005 wurde der Gastgeber erstmals vorab festgelegt und England erhielt den Zuschlag für die Austragung. Die Schweiz hatte sich den Platz in der A-Kategorie bei der Qualifikation für die WM 2003 gesichert und begann die Qualifikation noch unter Jost Leuzinger. Sie musste nun in der EM-Qualifikation in einer von vier Fünfergruppen gegen Schweden, wieder mal Italien, Finnland sowie Serbien und Montenegro antreten, gegen das mit 1:0 der einzige Sieg gelang. Ein weiterer Punktgewinn gelang beim 1:1 in Finnland und mit einem 0:0 auch noch der erste Punktgewinn in einem Qualifikationsspiel gegen Italien. Danach übernahm Béatrice von Siebenthal den Posten der Nationaltrainerin. Weitere Tore konnten nicht erzielt werden, aber die Schweizerinnen konnten immerhin die Spielerinnen aus Serbien und Montenegro noch hinter sich lassen.

### EM 2009 in Finnland
Die EM 2009 fand in Finnland statt. Erstmals nahmen zwölf Mannschaften am Turnier teil. Geändert wurde auch der Qualifikationsmodus. Die 1. Qualifikationsrunde bestritten nur die 20 schwächsten Nationalmannschaften. Die Schweiz musste erst in der zweiten Qualifikations-Runde eingreifen und traf in einer Fünfergruppe auf Titelverteidiger und Weltmeister Deutschland, Belgien, die Niederlande und Wales. Die Schweiz konnte nur die Spiele gegen Wales und das Heimspiel gegen Belgien gewinnen und wurde am Ende Dritter, hatte aber nur einen Punkt weniger als die zweitplatzierten Niederländerinnen, die sich über die Playoffs erstmals für die Endrunde qualifizierten. Verspielt wurde der Weg in die Playoffs letztlich durch ein 1:1 in den Niederlanden im vorletzten Spiel. Zwar hätten sie mit einem Sieg gegen Deutschland im letzten Spiel es auch noch schaffen können, die deutsche Mannschaft behielt aber ihre weiße Weste und gewann auch dieses Spiel.

### EM 2013 in Schweden
Die EM 2013 fand zum zweiten Mal in Schweden statt. Wieder wurde die Qualifikation von den schwächeren Mannschaften begonnen, diesmal aber nur von den acht schwächsten Teams. Die Schweiz musste wieder erst in der zweiten Runde eingreifen und wurde erneut der Gruppe mit Deutschland zugelost. Weitere Gegner waren Spanien, Rumänien, Kasachstan und die Türkei. Die Schweizerinnen begannen noch unter Béatrice von Siebenthal mit einer 1:4-Auswärtsniederlage gegen den Titelverteidiger, gewannen dann mit 4:1 gegen Rumänien, verloren mit 2:3 gegen Spanien und ließen ein 8:1 gegen Kasachstan folgen. Danach übernahm die ehemalige deutsche Nationalspielerin Martina Voss-Tecklenburg den Posten der Nationaltrainerin. In den restlichen Spielen gab es je drei Siege und Niederlagen, das 0:6 im Heimspiel gegen Deutschland sahen aber so viele Zuschauer wie noch bei keinem Heimspiel zuvor. Mit je fünf Siegen und Niederlagen belegte die Schweiz am Ende den vierten Platz.

### EM 2017 in den Niederlanden

Startaufstellungen im ersten EM-Endrundenspiel der Schweizerinnen

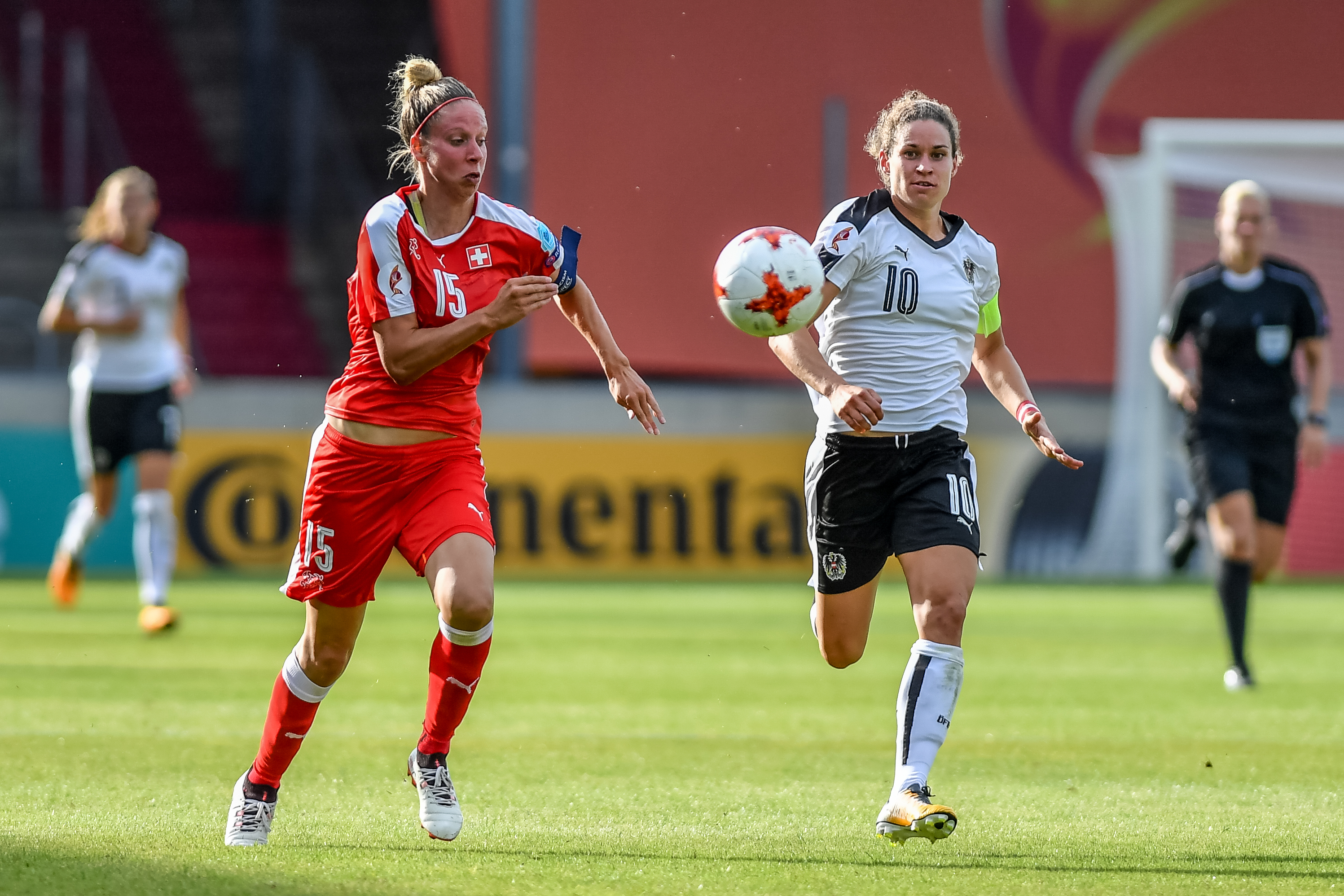
Laufduell der Kapitäninnen Caroline Abbé und Nina Burger

Die EM 2017 fand in den Niederlanden und erstmals mit 16 Mannschaften statt. Die Schweiz wurde für die Qualifikation zum sechsten Mal in die Gruppe mit Italien gelost. Weitere Gegner waren Nordirland, Tschechien und erstmals Georgien. Nachdem sich die Schweizerinnen für die WM 2015 und damit erstmals für ein großes Turnier qualifiziert und dort sogar das Achtelfinale erreicht hatten, wollten sie nun auch die EM-Endrunde erreichen. Sie starteten mit einem 3:0-Sieg in Italien, womit sie erstmals in einem Pflichtspiel gegen den südlichen Nachbarn gewinnen konnten. Nach Siegen gegen die drei anderen Gruppengegner gewannen sie auch das Rückspiel gegen Italien und gaben auch danach keine Punkte mehr ab. Bereits am 4. Juni stand für die Schweiz als mindestens einer der besten Gruppenzweiten die erste EM-Endrundenteilnahme fest, am 7. Juni 2016 dann schon vor den letzten beiden Spielen der Gruppensieg. Mit acht Siegen blieben die Schweizerinnen erstmals in einer Qualifikation verlustpunktfrei, wurden erstmals Gruppensieger und erzielten zusammen mit Island die drittmeisten Tore. Beste Schweizer Torschützin in der Qualifikation war Ana Maria Crnogorčević mit sieben Toren, sechs Tore steuerte Fabienne Humm bei.
Für die Auslosung der Endrundengruppen am 8. November 2016 wurden die Schweizerinnen Topf 2 zugeordnet und der Gruppe C mit Frankreich zugelost. Weitere Gegner waren Island und Österreich, das ebenfalls erstmals teilnahm. Im ersten Spiel verloren die favorisierten Schweizerinnen gegen Österreich und mussten auch noch auf Rachel Kiwic aufgrund einer Roten Karten im nächsten Spiel gegen Island verzichten. Hier gerieten sie wieder in Rückstand, konnten das Spiel aber drehen und mit 2:1 ihren ersten EM-Endrundensieg feiern. Um in die K.-o.-Runde einzuziehen, mussten sie das letzte Gruppenspiel gegen Frankreich gewinnen. Sie gingen auch in der 19. Minute durch Ana Maria Crnogorčević nach einem Freistoß in Führung. Da der Freistoß das Ergebnis einer Notbremse war, worauf eine Französin die Rote Karte erhalten hatte, konnten sie 80 Minuten in Überzahl spielen, diese aber nicht für weitere Tore nutzen. In der 76. Minute mussten sie dann sogar den Ausgleich und damit das Ausscheiden hinnehmen. Nach der Endrunde traten Martina Moser und Caroline Abbé, die beiden Spielerinnen mit den meisten Länderspielen für die Schweiz, sowie Vanessa Bürki und Stenia Michel zurück.

### EM 2022 in England
Für die eigentlich für 2021 terminierte Endrunde, die zum zweiten Mal in England stattfinden soll, mussten sich die Eidgenossinnen gegen Belgien, Rumänien, Kroatien und erstmals Litauen qualifizieren. Sie starteten mit vier Siegen ohne Gegentor, dann kam die COVID-19-Pandemie und warf den Spielplan über den Haufen. Für April und Juni 2020 terminierte Spiele mussten wie auch die Endrunde verschoben werden und konnten erst im Spätsommer und Herbst durchgeführt werden. Im ersten Spiel nach der Pause kamen die Schweizerinnen in Kroatien nur zu einem 1:1. Zwar konnten sie dann das erste für den Gruppensieg entscheidende Spiel gegen Belgien daheim mit 2:1 und auch in Rumänien gewinnen, das letzte entscheidende Spiel verloren sie aber in Belgien mit 0:4, wodurch sie nur Gruppenzweite wurden. Sie gehörten nach Abschluss ihrer Spiele zwar noch zu den drei besten Gruppenzweiten, die auch direkt qualifiziert wären, Italien musste aber noch ein Spiel bestreiten. Aufgrund der Pandemie fand das Spiel allerdings erst am 24. Februar 2021 statt und den Italienerinnen genügte ein Sieg mit zwei Toren Differenz gegen Israel, gegen das es im ersten Spiel nur ein knappes 3:2 gegeben hatte, um die Schweiz noch aus den Top 3 der Gruppenzweiten zu verdrängen. Die Israelinnen traten aufgrund von COVID-bedingten Reisebeschränkungen ersatzgeschwächt an, lagen nach 5 Minuten schon mit 0:2 hinten und verloren am Ende mit 0:12, so dass die Eidgenossinnen in die Playoffs mussten. Gegner in den Playoffs waren im April 2021 die Tschechinnen. Im ersten Spiel in Tschechien konnte Ana Maria Crnogorčević erst in der Schlussminute die Führung der Gastgeberinnen durch einen verwandelten Penalty ausgleichen. Auch im Rückspiel gerieten die Eidgenossinnen in Rückstand, die Coumba Sow drei Minuten nach ihrer Einwechslung ausgleichen konnte – wobei es aber blieb und da auch die dann notwendige Verlängerung keine Entscheidung brachte, musste die im Penaltyschiessen gesucht werden. Hier trafen die Eidgenossinnen einmal mehr und qualifizierten sich für die Endrunde. Bei der am 28. Oktober 2021 vorgenommenen Auslosung wurden die Eidgenossinnen in die Gruppe mit Titelverteidiger Niederlande, Russland und Schweden gelost. Russland wurde später zunächst wegen des russischen Überfalls auf die Ukraine suspendiert um am 2. Mai durch Portugal ersetzt.
Die Schweizerinnen starteten gegen Portugal mit zwei frühen Toren, konnten den Vorsprung aber nicht über die Zeit bringen und mussten sich am Ende mit einem 2:2 zufriedengeben. Nach einer 1:2-Niederlage gegen Schweden hatten sie aber noch gegen Titelverteidiger Niederlande die Chance mit einem Sieg das Viertelfinale zu erreichen. Nach einer torlosen ersten Halbzeit gerieten sie durch ein Eigentor von Rekordnationalspielerin und -torschützin Ana Maria Crnogorčević in Rückstand. Diesen konnte zwar Géraldine Reuteler vier Minuten später ausgleichen, in der Schlussphase kassierten sie aber noch drei Tore und schieden damit als Gruppendritte wie 2017 aus.

### EM 2025 in der Schweiz
Am 4. April 2023 wurde der Schweizerische Fussballverband als Ausrichter der EM 2025 bestimmt, womit die Mannschaft automatisch qualifiziert war. Die Qualifikation lief erstmals unter einem anderen Modus. Analog der UEFA Women’s Nations League wurde in drei Ligen gespielt, wobei sich nur die Gruppensieger und -zweiten der Liga A direkt für die Endrunde qualifizierten. Die Schweiz nahm auch an der Qualifikation teil und traf in Liga B1 auf Ungarn, die Türkei und Aserbaidschan, gegen das noch nie gespielt wurde. Das Abschneiden in der Liga war für die Schweiz in erster Linie entscheidend in welcher Liga sie in der nächsten Nations League spielten. Im Januar 2024 wurde die Schwedin Pia Sundhage zur Trainerin der Schweizer Fussballnationalmannschaft der Frauen berufen. Die Eidgenossinnen verloren nur das Spiel in Ungarn, gewannen aber die anderen fünf Spiele und wurden Gruppensiegerinnen, wodurch sie in der UEFA Women’s Nations League 2025 in Liga A spielen konnten. Dort belegten sie aber nur den letzten Platz, so dass sie für die Qualifikation zur WM 2027 wieder in Liga B spielen werden.
Für die Auslosung am 16. Dezember 2024 waren die Schweizerinnen als Gruppenkopf von Gruppe A gesetzt und konnten nicht zu Rekordeuropameister Deutschland, Frankreich und Weltmeister Spanien gelost werden. Zugelost wurde Norwegen für das offizielle Eröffnungsspiel sowie Finnland und Island. Nach 1:0-Pausen-Führung gegen die Norwegerinnen, verloren sie kurz nach der Halbzeit unter anderem durch ein Eigentor mit 1:2. Im zweiten Spiel gelang durch ein Tor in der letzten Spielminute ein 2:0-Sieg gegen Island. Im damit entscheidenden Spiel um Platz 2 gegen Finnland, das gegen Island mit 1:0 gewonnen und gegen Norwegen ebenfalls mit 1:2 verloren hatte, reichte den Schweizerinnen ein Remis um als Gruppenzweiter erstmals ins Viertelfinale einzuziehen. Sie gerieten aber durch einen verwandelten Penalty in der 79. Minute mit 0:1 in Rückstand. In der Nachspielzeit gelang der zehn Minuten zuvor eingewechselten Riola Xhemaili aber noch der Ausgleichstreffer.
Im Viertelfinale trafen sie auf Weltmeister Spanien und hielten bis zur 66. Minute das 0:0, wobei sie auch davon profitierten, dass Mariona Caldentey in der neunten Minute einen Penalty neben das Tor schoss. Mit einem Doppelschlag innerhalb von fünf Minuten entschieden die Spanierinnen dann das Spiel für sich. Torhüterin Livia Peng konnte noch einen Penalty von Alexia Putellas zwei Minuten vor dem Spielende halten und Noelle Maritz erhielt nach einer Notbremse noch die Rote Karte, am Ergebnis änderte das aber nichts mehr.

## Endrunden-Spiele
| Nr. | Datum      | Ergebnis | Gegner 1    | Austragungsort   | Anlass        | Bemerkung                      |
| --- | ---------- | -------- | ----------- | ---------------- | ------------- | ------------------------------ |
| 1   | 18.07.2017 | 0:1      | Österreich  | Deventer (NLD)   | Gruppenspiel  |                                |
| 2   | 22.07.2017 | 2:1      | Island      | Doetinchem (NLD) | Gruppenspiel  |                                |
| 3   | 26.07.2017 | 1:1      | Frankreich  | Breda (NLD)      | Gruppenspiel  |                                |
| 4   | 09.07.2022 | 2:2      | Portugal 2  | Leigh (ENG)      | Gruppenspiel  | 100. Länderspiel von Lia Wälti |
| 5   | 13.07.2022 | 1:2      | Schweden    | Sheffield (ENG)  | Gruppenspiel  |                                |
| 6   | 17.07.2022 | 1:4      | Niederlande | Sheffield (ENG)  | Gruppenspiel  |                                |
| 7   | 02.07.2025 | 1:2      | Norwegen    | Basel (CHE)      | Gruppenspiel  |                                |
| 8   | 06.07.2025 | 2:0      | Island      | Bern (CHE)       | Gruppenspiel  |                                |
| 9   | 10.07.2025 | 1:1      | Finnland    | Genf (CHE)       | Gruppenspiel  |                                |
| 10  | 18.07.2025 | 0:2      | Spanien*    | Bern (CHE)       | Viertelfinale |                                |

Anmerkungen:

## Eingesetzte Spielerinnen
| Name                   | Turniere         | Spiele | Tore | Gelbe Karte | Gelb-Rote Karte | Rote Karte |
| ---------------------- | ---------------- | ------ | ---- | ----------- | --------------- | ---------- |
| Ana Maria Crnogorčević | 2017, 2022, 2025 | 10     | 1    | 1           | 0               | 0          |
| Noelle Maritz          | 2017, 2022, 2025 | 10     | 0    | 0           | 0               | 1          |
| Lia Wälti              | 2017, 2022, 2025 | 10     | 0    | 1           | 0               | 0          |
| Géraldine Reuteler     | 2017, 2022, 2025 | 9      | 2    | 2           | 0               | 0          |
| Viola Calligaris       | 2017, 2022, 2025 | 8      | 0    | 2           | 0               | 0          |
| Eseosa Aigbogun        | 2017, 2022       | 6      | 0    | 1           | 0               | 0          |
| Ramona Bachmann        | 2017, 2022       | 6      | 2    | 0           | 0               | 0          |
| Gaëlle Thalmann        | 2017, 2022       | 6      | 0    | 0           | 0               | 0          |
| Nadine Riesen          | 2022, 2025       | 5      | 1    | 0           | 0               | 0          |
| Iman Beney             | 2025             | 4      | 0    | 0           | 0               | 0          |
| Fabienne Humm          | 2017, 2022       | 4      | 0    | 0           | 0               | 0          |
| Rahel Kiwic            | 2017, 2022       | 4      | 1    | 0           | 0               | 1          |
| Livia Peng             | 2025             | 4      | 0    | 0           | 0               | 0          |
| Alayah Pilgrim         | 2025             | 4      | 1    | 1           | 0               | 0          |
| Sydney Schertenleib    | 2025             | 4      | 0    | 0           | 0               | 0          |
| Julia Stierli          | 2022, 2025       | 4      | 0    | 0           | 0               | 0          |
| Smilla Vallotto        | 2025             | 4      | 0    | 1           | 0               | 0          |
| Riola Xhemaili         | 2022, 2025       | 4      | 1    | 0           | 0               | 0          |
| Vanessa Bernauer       | 2017             | 3      | 0    | 1           | 0               | 0          |
| Lara Dickenmann        | 2017             | 3      | 1    | 2           | 0               | 0          |
| Svenja Fölmli          | 2022             | 3      | 0    | 0           | 0               | 0          |
| Sandy Maendly          | 2022             | 3      | 0    | 0           | 0               | 0          |
| Martina Moser          | 2017             | 3      | 0    | 0           | 0               | 0          |
| Coumba Sow             | 2022             | 3      | 1    | 0           | 0               | 0          |
| Leila Wandeler         | 2025             | 3      | 0    | 0           | 0               | 0          |
| Jana Brunner           | 2017             | 2      | 0    | 0           | 0               | 0          |
| Luana Bühler           | 2022             | 2      | 0    | 0           | 0               | 0          |
| Noemi Ivelj            | 2025             | 2      | 0    | 0           | 0               | 0          |
| Alisha Lehmann         | 2025             | 2      | 0    | 0           | 0               | 0          |
| Sandrine Mauron        | 2022             | 2      | 0    | 0           | 0               | 0          |
| Rachel Rinast          | 2017, 2022       | 2      | 0    | 0           | 0               | 0          |
| Cinzia Zehnder         | 2017             | 2      | 0    | 0           | 0               | 0          |
| Caroline Abbé          | 2017             | 1      | 0    | 1           | 0               | 0          |
| Vanessa Bürki          | 2017             | 1      | 0    | 0           | 0               | 0          |
| Lara Marti             | 2022             | 1      | 0    | 0           | 0               | 0          |
| Meriame Terchoun       | 2017, 2022, 2025 | 2      | 0    | 0           | 0               | 0          |

Spielerinnen, die 2025 teilnahmen sind fett markiert.